# ティモシー・ペリー・シュライバー

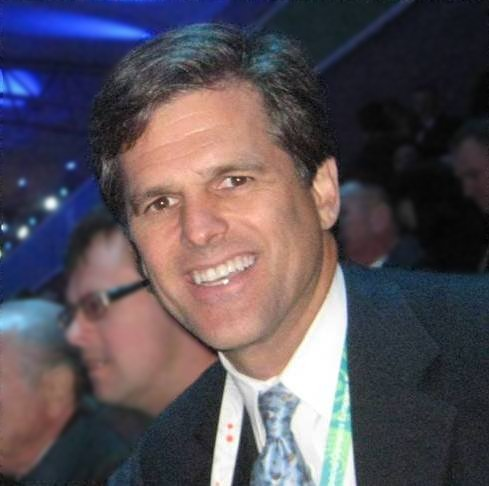
ティモシー・シュライヴァー

ティモシー・ペリー・シュライバー（Timothy Perry SHRIVER、1959年8月29日 - ）は、スペシャルオリンピックス国際本部会長。

## 学歴
- イェール大学学士
- カソリック大学修士（宗教と宗教教育）
- コネティカット大学博士（教育学）

## 経歴
1959年8月29日、マサチューセッツ州ボストン生まれ。父親、ロバート・サージェント・シュライバー・ジュニア(Sargent Shriver)と母親ユーニス・メリー・ケネディ・シュライバー(Eunice Kennedy Shriver)が1968年創立したスペシャルオリンピックス運動を1996年引き継いだ。
その経歴としては、コネチカット州ニュー・ヘブンの公立学校にて教員を、そして「障害を抱えた若者のための進学プログラム」のコネティカット大学の分科でカウンセラーと教師を勤める。その後、イェール児童学習センターで学校開発プログラムの研究員になる。さらにコネチカット州ニュー・ヘブンの公立学校で社会開発計画の立ち上げに、そしてイリノイ大学で教養課程向けの「感情と人間関係の学習」プログラムの開発に携わる。
文化的な活動としては、劇場映画「アミスタッド」(1997年、スティーブン・スピルバーグ監督、LLC作品)とテレビ映画「Loretta Claiborne Story」（2000年、ディズニー作品、日本未公開）の製作に協力し、ABC、NBC、TNTケーブル・チャンネルの番組制作に携わってきている。
妻はリンダ・ソフィア・ポーター(Linda Potter Shriver)。
彼はケネディ家の一員であるが、これまで政治的な関心は示さず一貫して社会奉仕活動に従事している。

## 受勲・受章・名誉学位
- 名誉学士（アルベルトゥス・マグヌス大学）
- アシンズ市民賞（ギリシャ）
- 1995年コネティカット州名誉市民。
- 名誉学士（ロヨラ大学）
- 名誉学士（ニュー・イングランド大学）
- マニュエル・アマドル・グエラ勲章（パナマ共和国）

## 現職
- アメリカ知的障害者協会理事
- 学習と市民権のための米国協約の教育委員会理事
- エジソン学校法人理事
- ノースカロライナ大学 、フランク・ポーター・グラハム児童発達センター理事

## 最近の活動
2005年2月24日来日、同月26日長野市で開かれた「SO冬季世界大会」開会式出席。